# Евгения Димиева
Евгения Николова Димиева е българска просветна деятелка от Търново.

## Биография
Евгения Николова Димиева е родена през 1854 г. в Османската империя, в Търново. Племенница е на Стефан Стамболов. Тя е в третата по-значителна група български ученички заминала за Киев през лятото на 1870 г. (12 юни). Както разказва в спомените си Стефана Икономова, по това време домът на баща ѝ в Русе се превърнал в сборен пункт за заминаващите в Киев български момичета: от Търново дошли Стефана (Фани) Стамболова, сестра на Стефан Стамболов, и Евгения Димиева, тяхна братовчедка, от Котел - Антонина (Нина) Хр. Калудова, а от Варна - Кръстина Бацарова, придружена от баща си - учителя Никола Бацаров, който бил натоварен от Н. Даскалов, драгоман на руския вицеконсул във Варна, да води групата до Киев. В Галац те престояли два дни у Евлогий Георгиев, а в Одеса у Н. М. Тошков, където към тях се присъединила дошлата направо от Тулча Христина Желязкова. След няколко дни в Киев пристигнала и Теодора Стоилова (Тодорова) от Пловдив, сестра на бъдещия държавник Константин Стоилов. Настанени са в пансиона на графиня Левашова в Киев. Заедно със Стефана Н. Икономова от Разград в края на годината дошла от Русе Екатерина Великова Пенева. Всички те постъпили в един клас. Евгения Димиева завършва образованието си през 1877 г. със стипендия на руското Министерство на външните работи. В периода 1879-1883 завършва Висшите женски курсове в Киев.
След Освобождението за кратко е учителка в Солунската българска девическа гимназия. Управителка на девическата гимназия (с три класа) е Царевна Миладинова, а управителка на девическия пансион Димиева. Преподавали 5 учителки и двама учители от мъжката гимназия, ученички 100, от които 90 пансионерки. През учебната 1883/1884 година Евгения Димиева е учителка в Първа софийска държавна девическа гимназия в София, с преподавателски състав: Юлия Гресо, Юренич, К. Кутинчев, Васил Дюстабанов, Холовинска, Ст. Генева, С. Бонева, Т. Киселова и др. Умира едва тридесет годишна в Търново през 1884 година.